# Phreatodrobia conica
Phreatodrobia conica är en snäckart som beskrevs av Robert Hershler och Longley 1986. Phreatodrobia conica ingår i släktet Phreatodrobia och familjen tusensnäckor. Inga underarter finns listade i Catalogue of Life.